# Cartas de Oranienstein

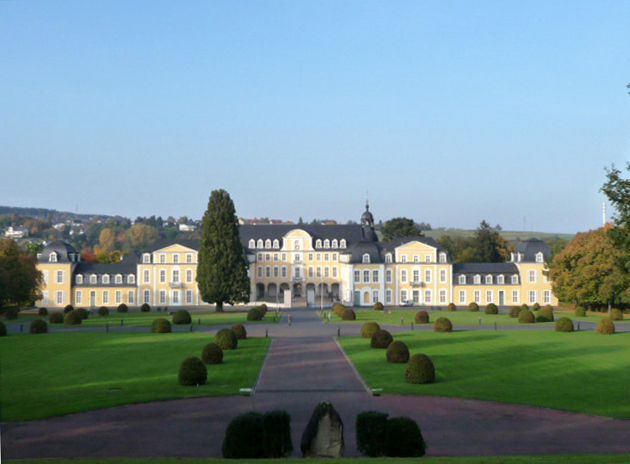
Palacio de Oranienstein en 2008.

Las Cartas de Oranienstein fueron una serie  de cartas enviadas por Guillermo V, Príncipe de Orange, en diciembre de 1801 desde el Palacio de Oranienstein cerca de Diez, Alemania. 
Guillermo las envió a 15 exgobernadores partidarios de la Casa de Orange en la antigua República neerlandesa, a quienes les aconsejó dejar de abstenerse y colaborar con las nuevas autoridades prorrevolucionarias. Esto significó que sus instrucciones previas contra la República Bátava dadas mediante las Cartas de Kew dejaban de estar en vigor. Él y su hijo, Guillermo Federico, también reconocieron la República Bátava como legítima y renunciaron a su título hereditario de estatúder. 
Se trataba de los requisitos exigidos por el Primer Cónsul Napoleón de la República francesa para que recibieran una compensación por la pérdida de sus posesiones en los Países Bajos, confiscadas por la República Bátava.
Guillermo V sólo emitió estas cartas después de largas meditaciones y posteriormente rechazó aceptar las tierras secularizadas del monasterio de Fulda y la Abadía Imperial de Corvey como compensación. Sin embargo, aprobó que su hijo las recibiera dando lugar al título de Príncipe de Orange-Nassau-Fulda.